# The Eerie Cold
The Eerie Cold es el cuarto álbum de Shining. Fue lanzado por la discografía Avantgarde Music en 2005. Una edición negra (limitada a 500 copias) fue también lanzada. Originalmente, este álbum suponía ser el último que la banda iba a lanzar, para luego disolverse.
La última pista ("Claws of Perdition") contiene un diálogo hablado por Christian Bale, tomado del final de la película American Psycho.

## Listado de pistas
1. "I och med insikt skall du förgå" (A medida que alcances la perspicacia, morirás) – 7:31
2. "Vemodets arkitektur" (Arquitectura de la melancolía) – 7:53
3. "Någonting är jävligt fel" (Algo está muy mal) – 6:20
4. "Eradication of the Condition" – 6:58
5. "The Eerie Cold (Samvetskvalens Ballad)" (The Eerie Cold (The Ballad of Remorse)) – 5:52
6. "Claws of Perdition" – 6:18

El CD Promocional contiene una intro con un mensaje de Niklas Kvarforth en la primera pista, la cual fue removida originalmente. De todas formas la discografía Peaceville añadió posteriormente éste diálogo.

## Personal
- Niklas Kvarforth - Vocales, guitarra, teclados
- John Doe - Guitarra
- Phil A. Cirone - Bajo, teclados
- Jan Axel Blomberg (Hellhammer) - Batería

- Datos: Q3520713